# Sötspröding
Sötspröding (Psathyrella sacchariolens) är en svampart som beskrevs av Enderle 1984. Psathyrella sacchariolens ingår i släktet Psathyrella och familjen Psathyrellaceae.   Inga underarter finns listade i Catalogue of Life.
I den svenska databasen Dyntaxa används istället namnet Psathyrella suavissima för samma taxon.  Arten är reproducerande i Sverige.